# Homalium longistylum
Homalium longistylum är en videväxtart som beskrevs av Maxwell Tylden Masters. Homalium longistylum ingår i släktet Homalium och familjen videväxter. Inga underarter finns listade i Catalogue of Life.